# Amazonien
Pour les articles homonymes, voir Amazonien (homonymie).

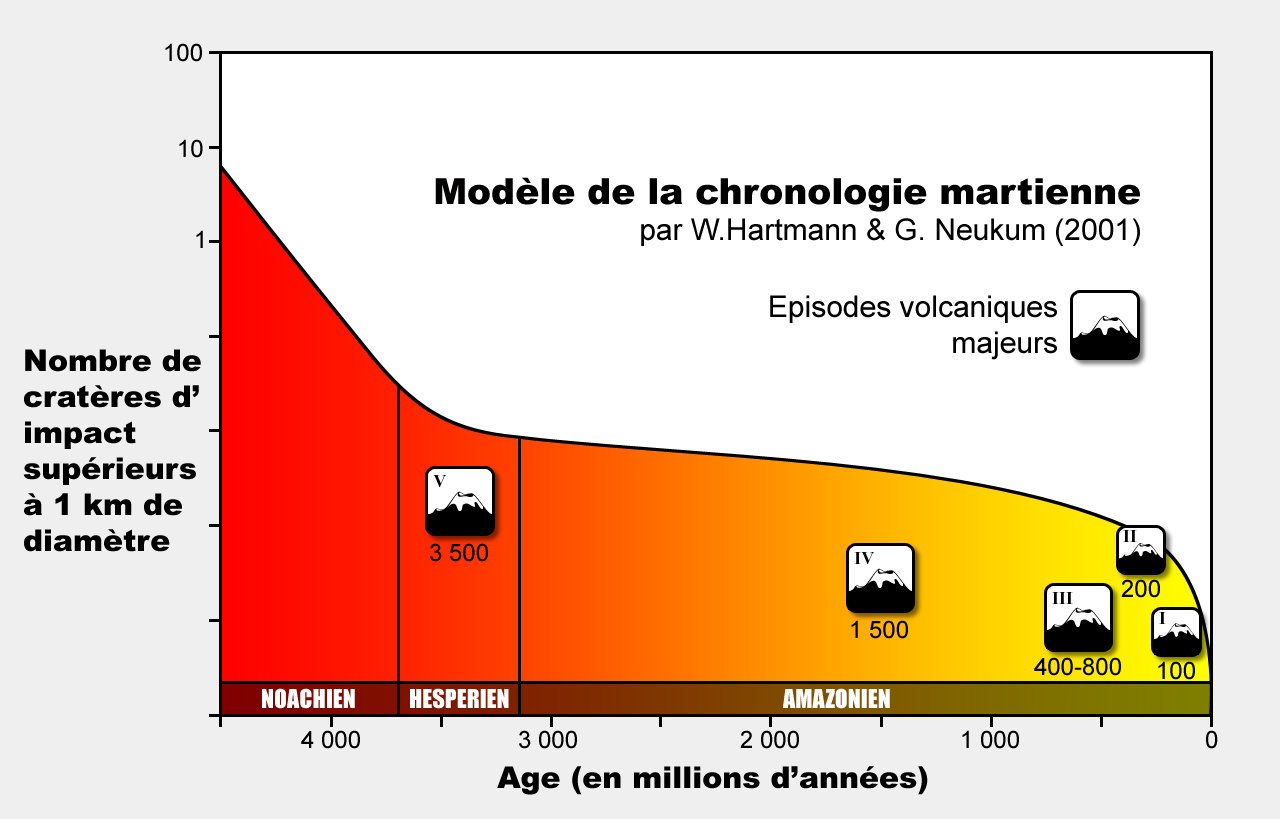
Époques géologiques de Mars selon l'échelle de Hartmann et Neukum, l'Amazonien correspondant aux dates postérieures à 3.2 milliards d'années avant le présent.

Sur l'échelle des temps géologiques martiens, l'Amazonien désigne les époques datant de moins de 3,2 milliards d'années selon l'échelle de Hartmann et Neukum, mais de moins de 1,8 milliard d'années seulement selon l'échelle de Hartmann standard. Très peu cratérisés, les sols amazoniens sont caractérisés par un relief très aplani où dominent les accumulations de débris éoliens à forte teneur en oxyde de fer(III) Fe2O3 donnant sa couleur à toute la planète. Ces rares reliefs de ces régions semblent, la plupart du temps, avoir été formés en présence d'eau liquide, qu'il s'agisse de formations hydrographiques telles que des lits de cours d'eau ou bien de cratères d'impact à éjectas lobés. C'est la troisième et dernière époque (ou le troisième éon) de la géologie martienne, à laquelle appartient l'époque présente.

## Géographie et morphologie
Les terrains amazoniens sont plutôt situés dans l'hémisphère nord, particulièrement dans les grandes plaines telles qu'Acidalia Planitia, Amazonis Planitia (qui a donné son nom à l'époque), Isidis Planitia et Utopia Planitia, les plus récents se situant dans Vastitas Borealis. On en trouve également au fond d'Hellas Planitia et d'Argyre Planitia, les deux bassins d'impact de l'hémisphère sud.
L'apparente homogénéité morphologique de ces terrains cache en fait une grande diversité d'origines géologiques. Amazonis Planitia, par exemple, particulièrement plane et uniforme, et qui avait été prise comme paradigme pour désigner l'époque elle-même, serait en fait un cas unique sur la planète, résultant de processus de remodelage combiné par de la lave et de l'eau liquide jusqu'à une époque récente (une centaine de millions d'années).
Hellas Planitia, au contraire, possède sur son plancher des terrains amazoniens résultant d'une sorte de « décapage » éolien de sols plus anciens — la pression atmosphérique au fond du bassin est 50 % plus élevée qu'au niveau de référence — combiné à des apports éoliens, voire ponctuellement hydrologiques.

## Échelle des temps géologiques martiens
La datation des événements géologiques martiens est une question non résolue à ce jour. Deux échelles des temps géologiques martiens sont actuellement utilisées, qui diffèrent l'une de l'autre de près d'un milliard et demi d'années. L'échelle de Hartmann « standard » élaborée dans les années 1970 par l'astronome américain William Hartmann à partir de la densité et de la morphologie des cratères d'impact sur les sols martiens, conduit à des datations sensiblement plus récentes que l'échelle de Hartmann & Neukum, élaborée parallèlement par le planétologue allemand Gerhard Neukum à partir des observations fines de la caméra HRSC (dates en millions d'années) :
Cette seconde échelle est plus en phase avec le système stratigraphique proposé notamment par l'équipe de l'astrophysicien français Jean-Pierre Bibring de l'IAS à Orsay à partir des informations recueillies par l'instrument OMEGA de la sonde européenne Mars Express,, introduisant le terme « Sidérikien » pour définir le troisième éon martien, en raison de l'abondance des oxydes de fer (du grec ancien σίδηρος / sídēros, « fer ») dans les terrains correspondants. Toutefois, l'analyse détaillée des résultats d'OMEGA suggère en fait une discontinuité entre le Phyllosien et le Theiikien, faisant coïncider le début de ce dernier avec l'Hespérien tout en maintenant une durée moindre pour le Phyllosien que pour le Noachien, ce qui conduit du même coup à réajuster la définition des époques géologiques martiennes en faisant commencer l'Amazonien il y a 3,5 milliards d'années :
La discontinuité entre Phyllosien et Theiikien matérialiserait une transition catastrophique entre ces deux éons, soulignée par le concept de « grand bombardement tardif » — LHB en anglais — qui aurait frappé le système solaire intérieur entre 4,1 et 3,8 milliards d'années avant le présent, selon les estimations provenant d'échantillons lunaires et d'études fondées sur la surface de la planète Mercure. Mars étant à la fois plus proche que la Terre de la ceinture d'astéroïdes et dix fois moins massive que notre planète, ces impacts auraient été plus fréquents et plus catastrophiques sur la planète rouge, peut-être même à l'origine de la disparition de son champ magnétique global.

## Mars à l'Amazonien
Représentant près des trois derniers quarts de l'histoire de Mars selon l'échelle de Hartmann & Neukum, l'Amazonien serait une époque plutôt pauvre en événements géologiques, marquée cependant par plusieurs épisodes volcaniques dont les plus récents seraient datés d'une centaine de millions d'années.
Ayant perdu son champ magnétique avant la fin du Noachien, comme en témoigne le fait qu'aucun des bassins d'impact n'ait révélé de paléomagnétisme rémanent, la planète s'est trouvée rapidement dépourvue de magnétosphère, exposant son atmosphère à l'érosion continue du vent solaire pendant tout l'Hespérien et l'Amazonien, une durée telle que, même avec l'hypothèse d'une érosion modérée, on explique aisément la perte de 100 kPa de pression partielle de CO2 au sol sur 3,5 milliards d'années.
En conséquence, la température moyenne à la surface de Mars a dû progressivement baisser au fur et à mesure que l'effet de serre maintenu par le dioxyde de carbone disparaissait en même temps que ce gaz, tandis que baissait également la pression atmosphérique au sol, deux paramètres qui rendirent l'existence d'eau liquide en surface de moins en moins probable. La pression de l'atmosphère de Mars, essentiellement constituée de CO2, diminua jusqu'à se stabiliser autour de 610 Pa en moyenne, soit très près de la pression au point triple de l'eau, qui est de 611,73 Pa.
Cette situation, couplée à la température moyenne de 210 K (−63,15 °C) qui règne à la surface de la planète, rend la présence d'eau liquide nécessairement très éphémère, l'eau étant généralement ou bien à l'état solide sous forme de glace dans le pergélisol, ou bien à l'état gazeux sous forme de vapeur d'eau dans l'atmosphère de Mars, la glace se sublimant au contact de l'atmosphère dès que la température dépasse son point de fusion — lequel est sensiblement abaissé par la présence de chlorures dissous ou par l'acide sulfurique, l'eutectique du mélange H2SO4•6,5H2O – H2O gelant même vers 210 K, c'est-à-dire précisément la température moyenne à la surface de Mars.
Néanmoins, de l'eau liquide a sans doute dû être présente à l'Amazonien sur les sites étudiés par les rovers Spirit et Opportunity pour expliquer la bonne préservation de la jarosite pulvérulente, qu'on s'attendrait à trouver dans un état plus dégradé si elle avait effectivement traversé plus de trois milliards d'années soumise à l'érosion éolienne ; par ailleurs, Spirit a relevé, dans le cratère Gusev, des dépôts sédimentaires stratifiés enrichis en soufre, chlore et en brome, ainsi que la présence de goethite α-FeO(OH) et d'hématite Fe2O3, dans des terrains datés de moins de deux milliards d'années, indiquant que de l'eau liquide devait encore exister, au moins sporadiquement, à l'Amazonien.
Dans ce climat globalement aride et froid sous une atmosphère ténue de dioxyde de carbone CO2 comportant des traces de substances oxydantes telles que l'oxygène O2 ou le peroxyde d'hydrogène H2O2, le fer des minéraux situés en surface a été progressivement oxydé en oxydes de fer anhydres, essentiellement en oxyde de fer(III) Fe2O3, responsable de la couleur rouille des paysages martiens ; cette oxydation atmosphérique est néanmoins limitée aux couches superficielles, et les matériaux du sol situés immédiatement sous la surface, à seulement quelques centimètres de profondeur, sont déjà de couleur différente.